# Rostislav Olesz
Rostislav Olesz (Ostrava, 10 ottobre 1985) è un hockeista su ghiaccio ceco.

## Palmarès

### Olimpiadi
- Bronzo a Torino 2006.